# Resolució 1730 del Consell de Seguretat de les Nacions Unides
La Resolució 1730 del Consell de Seguretat de les Nacions Unides fou adoptada per unanimitat el 19 de desembre de 2006. Després de fer èmfasi en el paper de les sancions internacionals, el Consell va demanar al Secretari General establir un punt focal dins de la Secretaria de les Nacions Unides per assegurar els procediments "justos i clars" per a la col·locació i eliminació de persones i entitats en llistes de sancions.

## Resolució

### Observacions
Reafirmant la importància de les sancions per mantenir la pau i la seguretat internacionals, el Consell insta a tots els Estats membres a aplicar les obligacions que se'ls imposen. Volia garantir que les sancions estiguessin destinades a donar suport a objectius clars i aplicar-se de manera justa, a més de tenir excepcions humanitàries.

### Actes
El Consell de Seguretat va adoptar un procediment d'eliminació de la llista que figura a l'annex de la resolució. Es va demanar als Comitès de Sancions establerts en les resolucions 751 (1992), 918 (1994), 1132 1997), 1267 (1999), 1518 (2003), 1533 (2004), 1572 (2004), 1591 (2005), 1636 (2005) i 1718 (2006) que revisessin les seves directrius en conseqüència.

## Procediment d'eliminació de la llista
Es va demanar al Secretari General que establís un punt focal dins de la Secretaria per rebre sol·licituds d'eliminació de la llista. El punt focal era rebre peticions per a la retirada de la llista que es transmetria als governs de la residència de l'individu. Aquesta eliminació de la llista ha de ser aprovada, rebutjada o sense prendre mesures per part dels governs competents, però es comunicarà al Comitè en tots els casos i, si cal, aprovarà o rebutjarà la sol·licitud. El peticionari seria informat de la decisió.